# Niederwald, Texas
Niederwald är en stad (city) i Caldwell County, och Hays County, i Texas. Vid 2010 års folkräkning hade Niederwald 565 invånare.